# Douăzeci și cinci miist
Douăzeci și cinci de mii (în rusă двадцатипятитысячники, transliterat: dvadțatipiatitîsiaciniki) a fost un nume colectiv pentru muncitorii fruntași din marile orașe industriale din URSS care și-au părăsit voluntar casele din orașe pentru ca să se mute în zonele rurale la apelul  Partidului Comunist al Uniunii Sovietice pentru îmbunătățirea eficienței colhozurilor în timpul colectivizării agriculturii la începutul deceniului al IV-lea al secolului al XX-lea.
În noiembrie 1929, în timpul ședinței plenare a Comitetului Central al Partidului Comunist (bolșevicii), a fost emis un decret pentru trimiterea a 25.000 de muncitori cu experiență organizațională și politică ridicată în regiunile rurale ca să lucreze în colhozuri și Stațiunile de Mașini și Tractoare.
Decretul a fost întâmpinat cu entuziasm de muncitorii din țară, deși adesea ei au trebuit să lupte împotriva rezistenței conducătorilor fabricile lor, care aveau nevoie de ei pentru îndeplinirea planurilor de producție. Profesoara canadiană specializată în istoria sovietică Lynne Viola scrie:

Efortul de recrutare a ilustrat natura uneori contradictorie a revoluției primului plan cincinal, care a vizat maximizarea modernizării economice, insistând în același timp că modernizarea are loc în limitele orientărilor sociale și politice ale dictaturii proletarului. Fabricilor li s-a cerut să crească producția, eliberând în același timp cei mai buni muncitori pentru participarea la numeroasele mobilizări de muncitori calificați pentru promovarea în birocrație, epurarea administrației de stat, înscrierea în învățământul tehnic superior și munca în mediul rural. Consecințele acestor cereri contradictorii au fost frecventa contradicție, dezordinea și un echilibru stânjenitor între diferite preocupări instituționale, dezvăluind o latură a politicii sovietice lipsită de unitate a scopurilor și împărțită între interese diferite. La recrutarea celor 25.000 de oameni, acest lucru a însemnat că, în cele din urmă, statul a trebuit să ocolească funcționărimea fabricilor și, cu ajutorul organelor partidului, să apeleze direct la muncitori pentru sprijin în campanie, peste capul oficialilor din fabrici, care se opuneau. Și rezultatul a fost că, în ciuda opoziției oficialilor din fabrici și a problemelor legate de traducerea în viață a campaniei, efortul de recrutare a avut un succes enorm.

Drept urmare, 27.519 persoane au fost selectate din întreaga uniune și trimise să lucreze în colhozuri.
Analiza structurii sociale a 23.409 de „douăzeci și cinci mii”, care dețineau dosare personale arată astfel:
- Bărbați - 92,3%, femei - 7,7%.
- Membri ai Partidului Comunist - 69,9%.
- Membri ai Komsomolului - 8,6%.
- Membri ai Sindicatului muncitorilor metalurgiști - aproximativ 16.000.
- Persoane care nu erau membri de partid - 21,5%.
- Persoane cu vechime în muncă de până la 5 ani - 13% .
- Persoane cu vechime în muncă de 5-12 ani - 39%.
- Persoane cu vechime în muncă de mai mult de 12 ani - 48%.

Pentru pregătire celor douăzeci și cinci de mii de oameni pentru a lucra în zonele rurale, sovietele au organizat cursuri speciale. Unii dintre voluntari au fost trimiși pentru un stagiu de pregătire de două-trei luni în sovhozuri. Cei mai mulți „douăzeci și cinci miiști” au fost trimiși în principalele regiunile cerealiere ale țării, precum Ucraina, Caucazul de nord, regiunile cursului mijlociu și inferior al  Volgăi, cea a cernoziomului central și altele.
Cei douăzeci și cinci de mii au participat la înființarea de noi colhozuri și la întărirea celor slab dezvoltate și au desfășurat activitate susținută politică, educativă și culturală în rândul locuitorilor din zonele rurale. Ei i-au sprijinit pe colhoznici în organizarea depozitării, întărirea disciplinei de muncă și stabilirea unei distribuții „corecte” a produselor. Unii dintre „douăzeci și cinci miiști” au fost aleși membri ai conducerii colective a colhozurilor, devenind chiar și președinți ai cooperativelor colective.
În tot acest timp, cei „douăzeci și cinci de mii” au întâmpinat o rezistență aprigă din partea așa-numiților culaci (chiaburi), care s-au opus reorganizării socialiste a agriculturii.
Literatura sovietică a tratat pe larg fenomenul celor douăzeci și cinci de mii. Mihail Șolohov a fost autorul uneia dintre cele mai cunoscute cărți care a tratat acest subiect: Pământ desțelenit (Поднятая целина), primul volum apărut în 1932 și al doilea în 1960.